# Brzanka wysmukła
Brzanka wysmukła, brzanka Titteya (Puntius titteya) – gatunek słodkowodnej ryby z rodziny karpiowatych (Cyprinidae). Spotykana w hodowlach akwariowych.

## Występowanie
Sri Lanka.

## Opis
Grzbiet samca brunatny, boki ciała różowe. Wzdłuż ciała ciągnie się czarny pas; nad nim węższy, złocisty. Płetwy różowopomarańczowe. Samica ma również brunatny grzbiet, a dolną część ciała srebrzystoszarą. Wzdłuż ciała takie same pasy jak u samca. Płetwy pomarańczowoszare. Dorasta do 5 cm długości.

## Charakterystyka
Gatunek zgodny i towarzyski. Należy trzymać gromadkę rybek. Najchętniej przebywają w przydennej i środkowej warstwie wody. Samce toczą między sobą widowiskowe walki, nie czyniąc sobie jednak przy tym krzywdy. Brzanka wysmukła swoim zachowaniem bardziej przypomina niektóre gatunki z rodziny kąsaczowatych niż inne brzanki.

## Dymorfizm płciowy
Różnica w ubarwieniu. Samiec czerwony, samica jasnobrązowa.

## Warunki w akwarium
| Zalecane warunki w akwarium | Zalecane warunki w akwarium                                  |
| --------------------------- | ------------------------------------------------------------ |
| Zbiornik                    | ponad 60 cm długości                                         |
| Temperatura wody            | 22–28 °C                                                     |
| Twardość wody               | miękka do średnio twardej, 2–15°n                            |
| Skala pH                    | 6–7                                                          |
| pokarm                      | Rureczniki, wazonkowce, oczliki, rozwielitki, suche pokarmy. |
| Uwagi                       |                                                              |